# Fissistigma poilanei
Fissistigma poilanei är en kirimojaväxtart som först beskrevs av Suzanne Ast, och fick sitt nu gällande namn av Ying Tsiang och Ping Tao Li. Fissistigma poilanei ingår i släktet Fissistigma och familjen kirimojaväxter. Inga underarter finns listade i Catalogue of Life.